# 788

## Догађаји
- Википедија:Непознат датум — Владавина династије Абасида у Багдаду.

- Википедија:Непознат датум — септембар — Битка код Копиднадоса, Абасидска војска прелази Киликијска врата у Анатоличку тему. Суочене су са две византијске војске код Подандоса у Кападокији, које су поражене.

- Византијске трупе предвођене Адалгисом, сином бившег лангобардског краља Дезидерија, напале су јужну Италију. Његови покушаји су осујећени од стране Франака, који нападају територије у Беневенту, добијајући нарочито анексију Кјетија (Сполето).
- Краљ Карло Велики осваја Баварску и укључује је у Франачко краљевство. Војвода Тасило III је свргнут и протеран у манастир.
- Гримоалда III, ломбардског војводу од Беневента, поставља као полуклијента краљ Карло Млађи (син Карла Великог) у Беневенту.
- Авари, који су у савезу са Тасилом III, нападају Источну Француску (модерну Немачку). Тиме почиње франачко-аварски сукоб.
- Краљ Маурегат од Астурије умире након петогодишње владавине, а наследио га је Бермудо I као владар Астурије (савремена Шпанија).
- Абдурахман I, емир Кордобе, умире након 32-годишње владавине, а наследио га је његов син Хишам I.
- Најранији забележени торнадо у Европи погодио је Фрајсинг 788. године.
- Краља Елфвалда I од Нортумбрије убио је, вероватно у Честерсу, патриције (еалдорман) Сицга. Наслеђује га рођак Осред II.
- Идрис ибн Абдалах, познат као „оснивач Марока“, се настанио у Волубилису, почевши од владавине династије Идрисида (Мароко је био фактички независан од арапских калифата од Велике берберске побуне).